# 남평 반씨
남평 반씨(南平潘氏)는 전라남도 나주시 남평읍을 본관으로 하는 한국의 성씨이다.

## 기원
반(潘)씨의 비조는 주나라 시조(始祖)인 문왕(文王) 희창의 아들이자, 무왕(武王) 희발의 동생으로, 무왕 때 은나라 정벌 후 필(畢)나라 공작(畢公)에 봉해져 제후가 된 필나라 시조 희고(姬高)이다. 성왕(成王), 강왕(康王)까지 삼대를 보필하며, 관직은 태사(太史)에 이르렀다. 희고의 아들 계손이 반(潘) 땅에 봉해진 이후 그 후손들이 반씨를 이루었다. 반(潘)씨는 춘추시대 이후 유학자와 재상을 많이 배출하여 명문으로 일컬어졌다.

## 역사
거제 반씨(巨濟潘氏)의 시조 반부(潘阜)는 남송(南宋) 이종(理宗) 때 한림학사(翰林學士)를 거쳐 이부상서(吏部尙書)를 지내고, 고려에 귀화하여 원종과 충렬왕 때 정당문학(政堂文學)을 역임하였으며, 기성부원군(岐城府院君)에 봉해졌다.
반부(潘阜)의 6세손 반자건(潘自建)은 시중인 배극렴(裵克廉)의 사위로써 고려 말·조선 초에 이조판서·예조판서·좌찬성 등을 역임하고, 익재좌명보리공신(翊載佐命輔理功臣)으로 영평군(永平君)에 봉하여졌다. 
반자건의 손자 반유현(潘有賢)이 1369년(공민왕 18) 문과에 급제하였다.
5세손 반침(潘琛)은 진도군수가 되어 남평에 자리잡고, 그의 후손 반상주(潘尙周)는 전라도 장성(長城)에서 대대로 거주하였다.

## 본관
남평(南平)은 전라남도 나주시(羅州市) 남평읍‧산포(山浦)‧금천(金川)‧봉황면(鳳凰面) 등 동부지역 일대의 옛 지명이다. 백제의 미동부리현(未冬夫里縣) 지역이었는데, 신라가 이 지역을 차지한 뒤에 미다부리정(未多夫里停)을 두었다. 757년(신라 경덕왕 16)에 현웅현(玄雄縣)으로 고쳐 무주(武州)에 속하게 되었다. 940년(고려 태조 23)에 남평군(南平郡)으로 바꾸었고, 1018년(현종 9)에 나주목의 관할이 되었다. 1413년(태종 13) 군현제 개편으로 남평현이 되었다. 1914년 남평군이 나주군(羅州郡)에 통합되고, 1995년 3월 나주시 남평읍으로 승격하였다.

## 과거 급제자
남평 반씨는 고려시대 문과 급제자로 반유현이 있고, 조선시대 사마시 3명을 배출하였다.
- 반유현(潘有賢) : [문과] 고려 공민왕(恭愍王) 18년(1369년) 기유(己酉) 기유방(己酉榜) 동진사(同進士) 11위
- 반여경(潘汝慶) : [진사시] 조선 인조(仁祖) 2년(1624년) 갑자(甲子) 식년시(式年試) 진사 2등 1위
- 반행도(潘行棹) : [생원시] 조선 헌종(憲宗) 12년(1846년) 병오(丙午) 식년시(式年試) 생원 2등 11위
- 반영구(潘永龜) : [생원시] 조선 고종(高宗) 17년(1880년) 경진(庚辰) 증광시(增廣試) 생원 3등 12위

## 인구
- 1985년 318가구 1,303명
- 2000년 676가구 2,227명
- 2015년 3,053명